# Інжирний пиріг

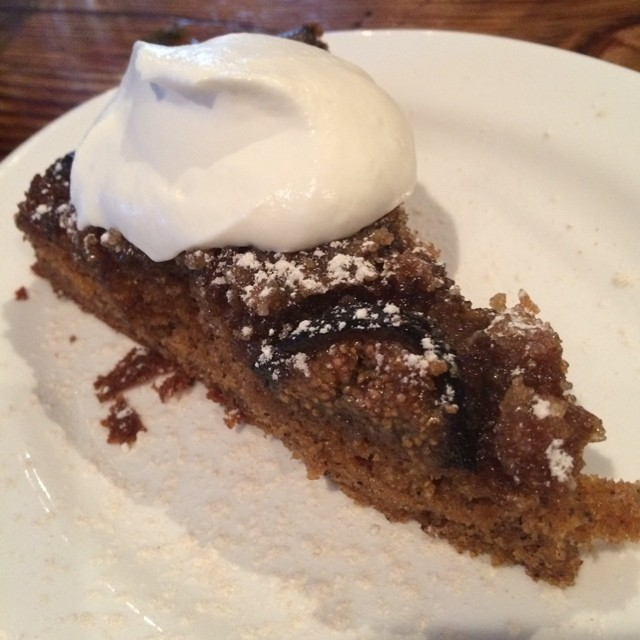
Фіговий періг на сковороді, зверху збиті вершки

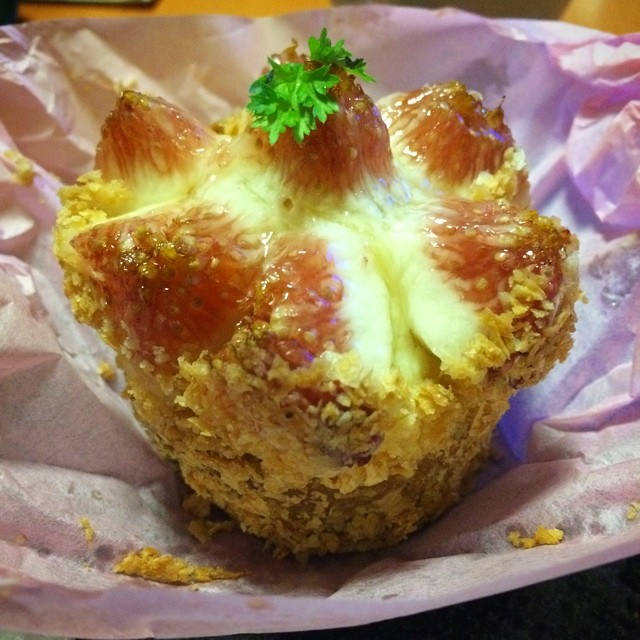
Інжирний кекс

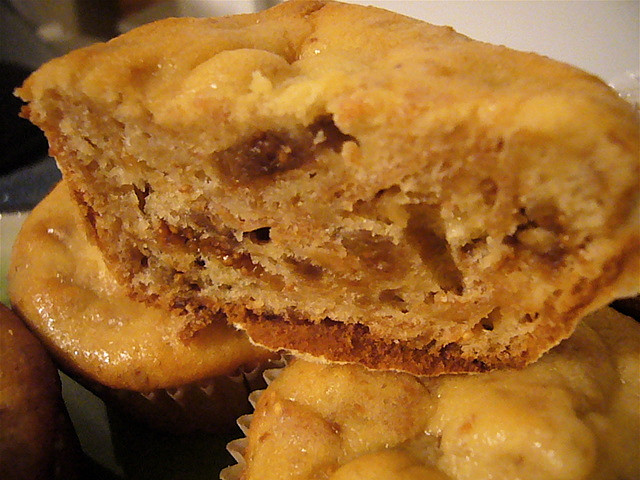
Інжирний кекс

Інжирний пиріг ( грецькою : sikopita) — це пиріг, основним інгредієнтом якого є інжир.  Існують деякі варіації приготування. Він є частиною кухні півдня Сполучених Штатів, грецької кухні та регіону Аппалачських гір Північної Америки. Він також є частиною кухні Окракока, Північна Кароліна, де щорічно проводиться фестиваль інжиру.    

## Опис
Інжирний пиріг готується з інжиром як основним інгредієнтом. Додаткові інгредієнти включають типові інгредієнти для пирога, а також унікальні інгредієнти, такі як пекан, волоські горіхи, фісташки, мигдаль, кориця, мускатний горіх, запашний перець та гвоздика. Інжирний періг може бути вологим пирогом, який може бути покритий соусом на основі інжиру, медом, збитими вершками або глазур'ю . Глазур з пахти використовується зверху деяких інжирних тортів. Інжир може бути використаний для прикраси пирога. Інжирний пирог може бути приготований як пудинг,  торт бундт, шаруватий торт і як торт . Його можна приготувати як страву без глютену .  Інжирний пиріг можна випікати на сковороді. Інжирні тарти можна приготувати, використовуючи інжир як основний інгредієнт. 

## У кухнях
Фіговий пиріг є традиційною стравою південної кухні Сполучених Штатів, а також входить до складу грецької кухні, де відомий під назвою сікопіта.[1][2][3][4] Для приготування інжирних коржів та сікопіти іноді використовують інжирне варення.

## За регіоном

### Аппалачі
Фіговий пиріг та подібні тістечка традиційно подавали в Аппалачських горах на сході Сполучених Штатів як частину святкування Старого Різдва . У цьому регіоні Старе Різдво святкується до 6 січня щороку. 6 січня – це дата прибуття біблійних волхвів до Віфлеєму. Фіговий пиріг, разом із подібними тістечками, такими як пиріг з варенням, пиріг з чорносливом та яблучний пиріг, поширені в цьому регіоні під час Різдвяного та святкового сезону . 

### Окракок
В Окракоку, Північна Кароліна, інжир та інжирний пиріг є важливою частиною міської кухні, і в місті щорічно проводиться фестиваль інжиру, який включає конкурс інжирних пирогів. В Окракоку пиріг вперше приготувала Маргарет Гарріш десь у 1950-х або 1960-х роках, а рецепт підхопили інші жителі міста. Інжирний пиріг подають у кількох ресторанах Окракоку. 

## Додаткова інформація
- Weigl, Andrea (20 вересня 2014). Your Signature Dish: Fabulous fig cake. The News & Observer. Процитовано 2 січня 2016.

Шаблон:Cakes